# Szkoła kuzkeńska
Szkoła kuzkeńska (hiszp. Escuela Cuzqueña) – szkoła malarska, której przedstawiciele działali w Cuzco i regionie kuzkeńskim od XVI do XVIII wieku.
Główną cechą owego nurtu było łączenie europejskich technik i tematów malarskich z charakterystyczną dla ludności Południowej Ameryki kolorystyką oraz dodawanie do obrazów elementów miejscowej natury i kultury.
Szkoła powstała, gdy europejscy malarze (jako jedni z pierwszych wymieniani są Juan Iñigo de Loyola czy Bernardo Bitti) uczyli miejscowych Indian i Metysów malarstwa w stylu niderlandzkiego, hiszpańskiego i włoskiego manieryzmu. Do Europejczyków, którzy kształtowali malarstwo szkoły kuzkeńskiej zalicza się też Mateo Pereza de Alesio i Angelino Medoro. Za jednego z pierwszych lokalnych malarzy szkoły kuzkańskiej uważa się Diego Quispe Tito, przedstawiciela ludu Keczua, pochodzącego z okolicy Cuzco.
Uczniowie, przejąwszy techniki i tematykę (sceny biblijne, figuratywne obrazy Marii i świętych) wprowadzili znacznie żywsze barwy, spłaszczenie perspektywy i dodawali elementy niewystępujące na obrazach pierwotnych, takie jak pochodzące z Ameryki Południowej zwierzęta i rośliny.
Niekiedy malarze stosowali elementy lokalne, aby lepiej pokazać wymowę obrazu. Na przykład ważne osoby ukazywano w ceremonialnych szatach inkaskich a Marcos Zapata, malując Ostatnią Wieczerzę w katedrze w Cuzco, umieścił na stole pieczoną świnkę morską, która była nie tylko zwykłym daniem, ale też zwierzęciem ofiarnym, co nawiązywało do ofiary Chrystusa (zamiast typowego dla malarstwa europejskiego baranka).
Wpływy kuzkańczyków widoczne są nie tylko w malarstwie na terenie Peru, ale także w Argentynie, Boliwii i Chile.
Współcześnie malowane obrazy będące kopiami dawnych dzieł albo nowoczesnymi stylizacjami barokowych obrazów szkoły kuzkeńskiej są nadal częstymi dziełami lokalnych malarzy.
W Cuzco działa Academia de Bellas Artes w Cusco imienia Diego Quispe Tito (jednak w końcu XX wieku nie nauczano tam tradycyjnego malarstwa).

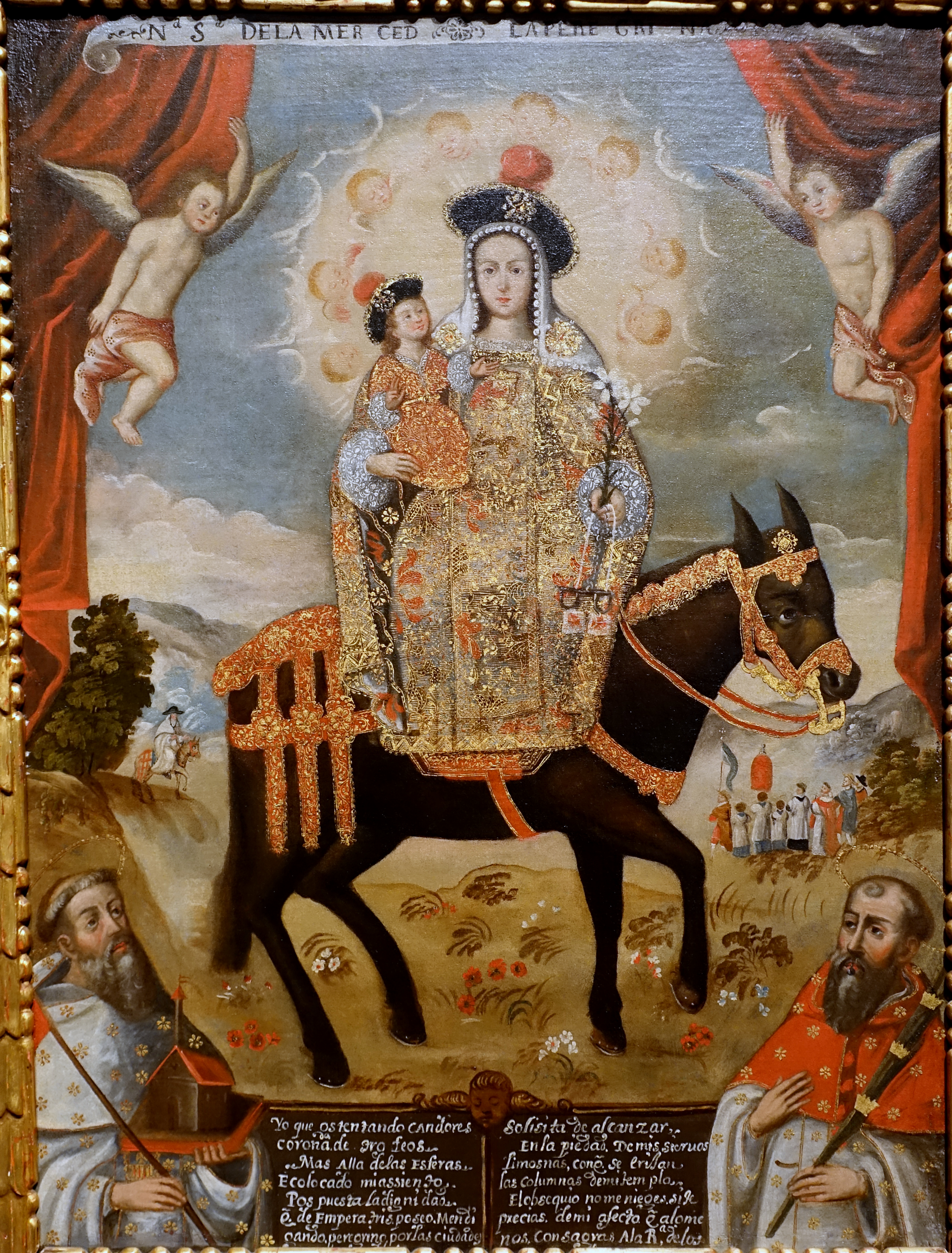
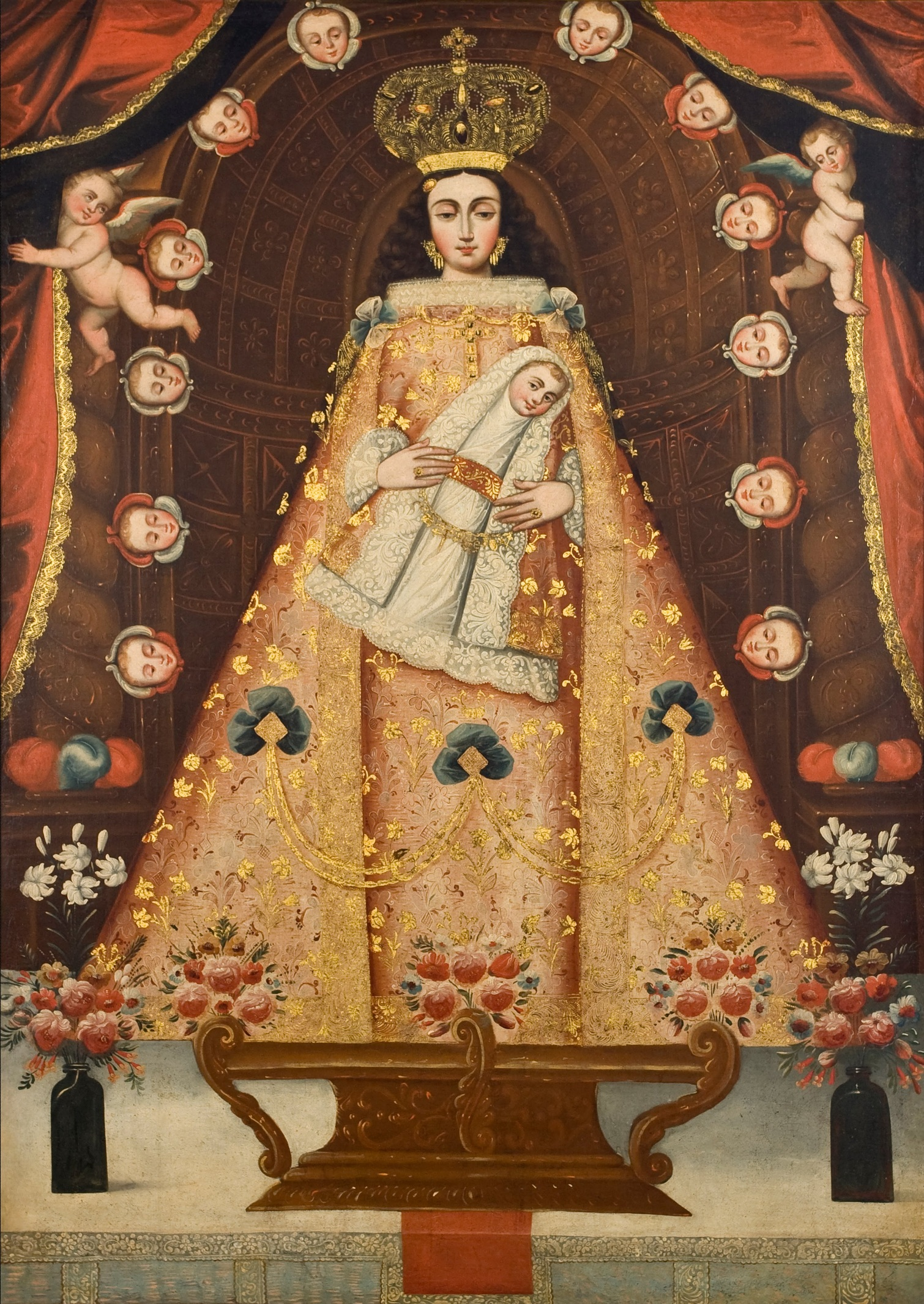
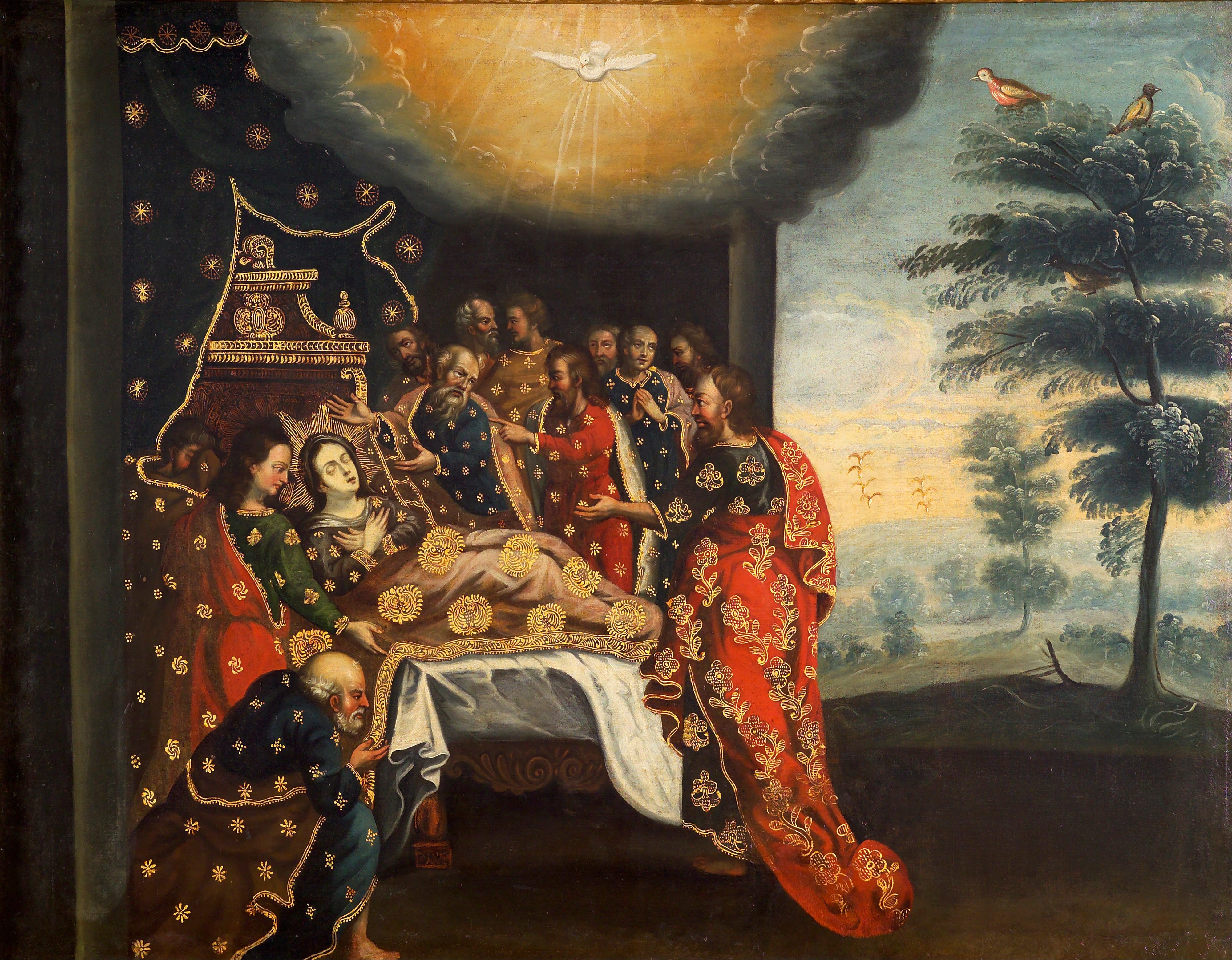
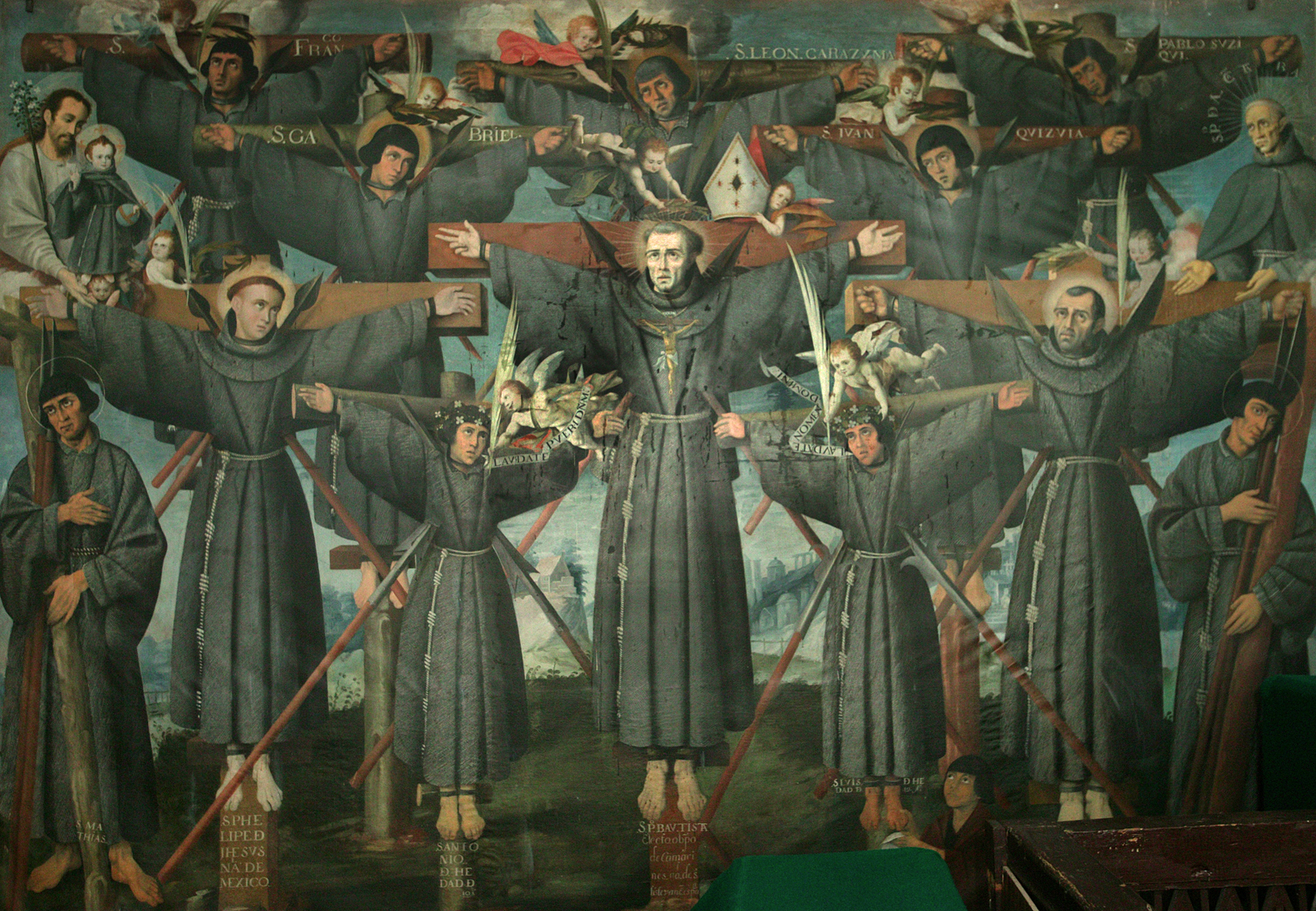
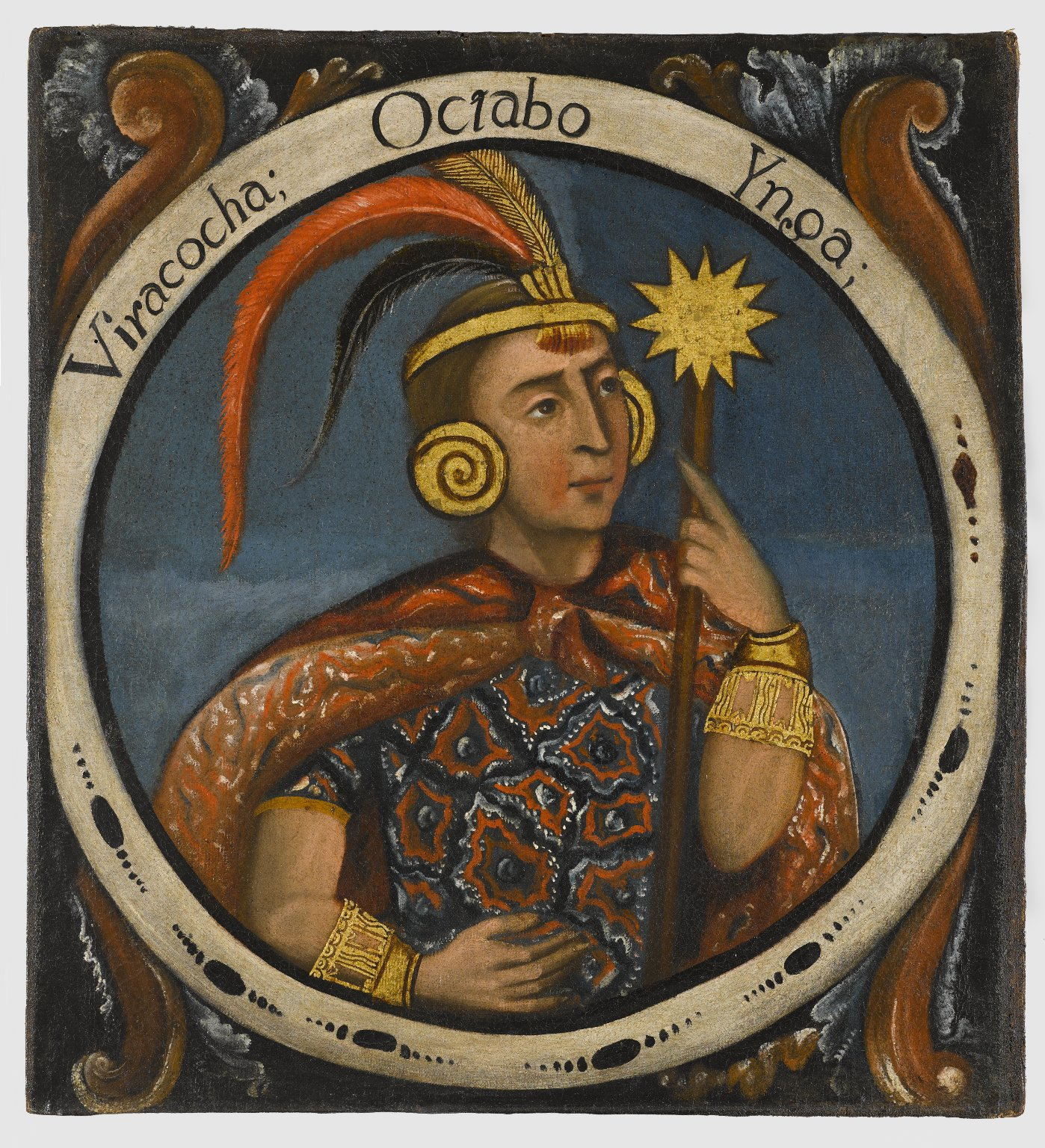